# Вуячич, Светлана Семёновна
Светлана Семёновна Вуячич (в девичестве — Яскевич) (бел. Святлана Сямёнаўна Вуячыч; род. 2 апреля 1937, Минск) — белорусская и советская артистка, танцовщица. Народный артист Белорусской ССР (1977).

## Биография
В детстве занималась в Народном пионерском ансамбле песни и танца.
С 1952 работала в Государственном народном хоре БССР.
С 1962 — артистка, позже солистка Государственного ансамбля танца Белоруссии. С самого основания работает в Государственном ансамбле республики. Исполнитель сольных партий в ряде постановок ансамбля.
Позже педагог-репетитор Государственного ансамбля танца Беларуси.
Музыкальность, глубокая эмоциональность позволяли Светлане Вуячич придавать психологическое содержание танцу, создавать в его жанровом многообразии четкие образы.
Внесла большой вклад в развитие национальной культуры Беларуси.
В 2009 году награждена Почётной грамотой Совета Министров Республики Беларусь за многолетний плодотворный труд, значительный личный вклад в развитие белорусского хореографического искусства.
В связи с 75-летним юбилеем народную артистку Беларуси Светлану Вуячич поздравил Глава государства А. Лукашенко.

«Вся Ваша жизнь посвящена самоотверженному служению белорусскому искусству. Многочисленные поклонники почитают Вас как одну из самых блестящих солисток Государственного ансамбля танца Беларуси за всю историю этого прославленного коллектива», — говорится в поздравлении.— Новости Беларуси. 2 апреля 2012